# Diamantbrug
De Diamantbrug, brugnummer 137, is een vaste brug in Amsterdam en ligt op de grens van de wijken De Pijp en de Johannes Vermeerbuurt in Amsterdam-Zuid.
De brug verbindt de beide oevers, Hobbema- en Ruysdaelkade, van de Boerenwetering met elkaar. Om over en weer verkeer mogelijk te maken van de snel groeiende wijken werd in 1901 een voetbrug gewijzigd en verlegd tegenover de Ruysdaelstraat. Een vervanging van die brug leverde de nodige problemen om omdat het terrein van circa 6500 m² aldaar nog in handen was een particulier. De weduwe van de grondeigenaar wilde het terrein wel verkopen, maar rekende een fors bedrag, in de ogen van de gemeente. Deze ging desalniettemin akkoord, omdat door de aankoop het stratenplan inclusief de al ontworpen brug tot uitvoer gebracht konden worden.
De brug dateert van rond 1910. In mei 1909 werd budget vrijgemaakt voor de aanleg van de brug, naar het terrein van de voormalige waskaarsenfabriek (gesloopt in 1906) om vanuit dat terrein de buurt YY (de Pijp) te kunnen bereiken voor alle verkeer; geschatte kosten 55.000 gulden. Op 16 oktober 1909 vond er aanbesteding plaats voor het leveren van balkijzer, L-ijzer en T-ijzer voor de brug no. 137 en voor brug 139. Een week later vond er aanbesteding plaats voor 21.947 m³ graniet. Een derde aanbesteding vond plaats op 25 oktober 1909: "het maken van eene vaste brug no. 137". De brug werd gebouwd in opdracht van de Publieke Werken, hetgeen ook inhield dat daar het ontwerp vandaan kwam. In die tijd was Hendrik Leguyt daar de baas, maar of het ontwerp van hem afkomstig is, is niet bekend; de dienst werkte als een geheel.
Ze is genoemd naar diamantslijperij Van Moppes, die hier (op de hoek van de Albert Cuyp en de Ruysdaelkade) lange tijd was gevestigd, maar in 2005 gesloten werd. De Diamantbrug ligt in het verlengde van de Albert Cuypstraat (hier zonder markt) en de Ruysdaelstraat. De brug is dan wel genoemd naar een diamantslijperij, ze biedt ook uitzicht op het raamprostitutiegebied aan de Ruysdaelkade.
Over de brug, die aan beide kanten vrij steil is door de laagliggende omgeving, reed van 1913-2018 tramlijn 16. Sinds de openbreking van de Ferdinand Bolstraat in 2003 in verband met de aanleg van de Noord-Zuidlijn reed ook tramlijn 24 tot 11 mei 2016 over de brug. Ten noorden van de oeververbinding is sinds 2018 de omstreden ondergrondse Albert Cuypgarage onder de Boerenwetering in gebruik genomen.

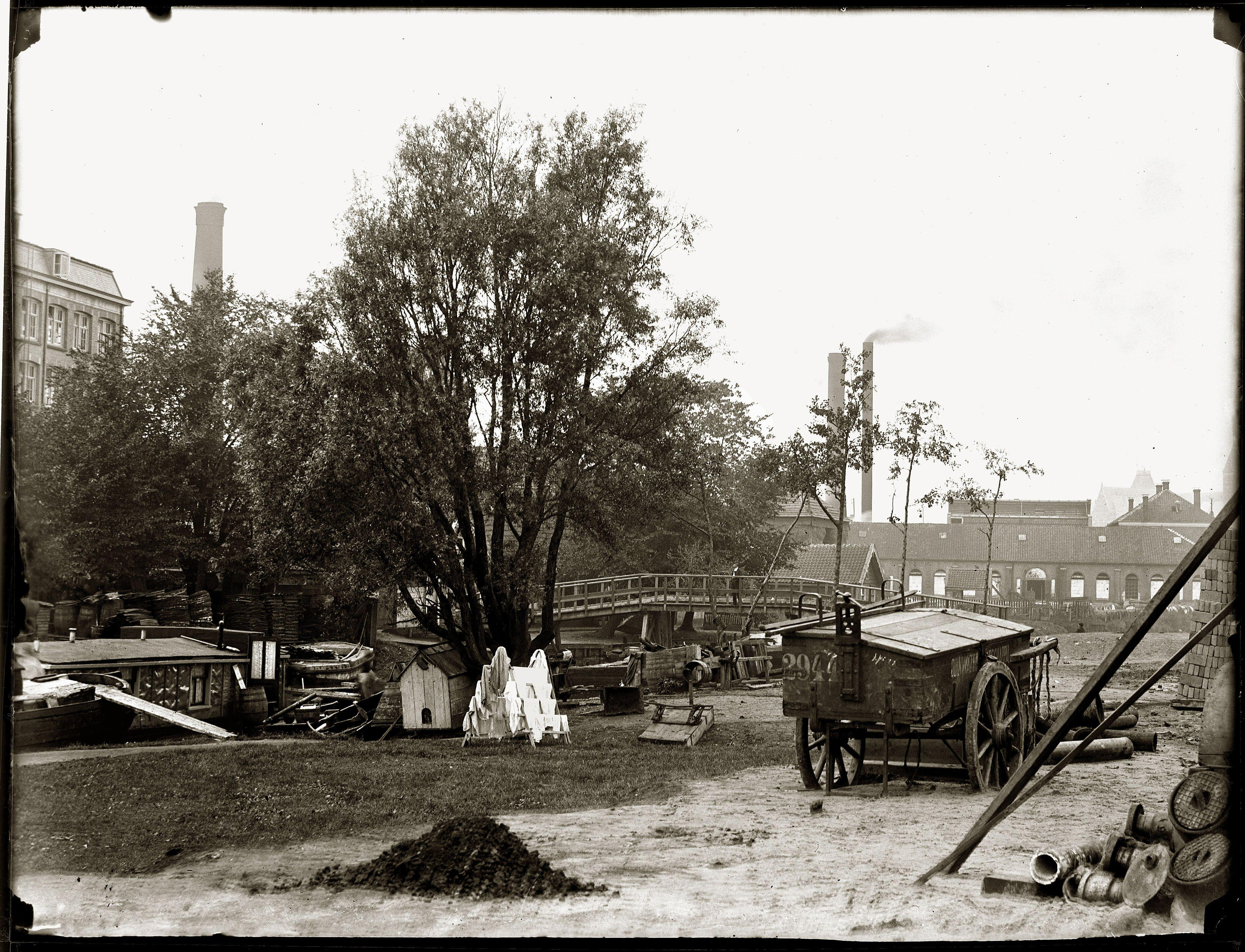
De houten voetbrug vastgelegd door Jacob Olie in 1892

<<< · 100 · 101 · 102 · 103 ·  105 · 106 · 107 · 108 · 109 ·  110 · 111 · 112 · 113 · 114 · 115 · 116 · 117 · 118 · 119 · 120 · 121 · 122 · 123 · 124 · 125 · 126 · 127 · 128 · 129 · 130 · 131 · 132 · 135 · 136 · 137 · 138 · 139 · 140 · 141 · 142 · 143 · 144 · 145 · 146 · 147 · 148 · 149 ·  150 · 151 · 152 · 155 · 156 · 159 · 160 · 161 · 162 · 163 · 164 · 165 · 166 · 167 · 168 · 169 ·  170 · 171 · 172 · 173 · 174 · 175 · 176 · 177 · 178 · 179 · 180 · 181 · 182 · 183 · 184 · 185 · 186 · 187 · 189 · 190 · 191 · 192 · 193 · 194 · 195 · 196 · 198 · 199 · >>>
Brugnummers 104, 133, 134, 153, 154, 157, 158, 188 en 197 zijn niet (meer) in gebruik.